# Kalmarivier
Kalmarivier (Zweeds – Fins: Kalmajoki) is een rivier annex beek, die stroomt in de Zweedse  gemeente Kiruna. De rivier ontstaat op het plaatselijke bergplateau en stroomt naar net noordoosten de helling af. Ze belandt na acht kilometer in de Könkämärivier
Afwatering: Kalmarivier → Könkämärivier →  Muonio → Torne → Botnische Golf